# Campeonato de Primera B Nacional 1996-97
El Torneo Primera B Nacional 1996/1997 fue la undécima temporada disputada de la Primera B Nacional. Fue disputado entre el 24 de agosto de 1996 y el 19 de julio de 1997 por 32 equipos.
El formato fue totalmente diferente a la edición anterior de este torneo, ya que se incorporaron clubes hasta llegar a 32 equipos, la mitad directamente afiliados y la otra, indirectamente afiliados a AFA, divididos en cuatro zonas de ocho equipos en la primera etapa.
Para este torneo se incorporaron a la categoría Argentinos Juniors y Belgrano de Córdoba, descendidos de la Primera División; Deportivo Italiano, campeón de la Primera B Metropolitana, Juventud Antoniana de Salta, campeón del Torneo Argentino A y Estudiantes (BA), ganador del Torneo Reducido de la Primera B Metropolitana.
Con el fin de completar la cantidad de equipos necesaria para la disputa del certamen se sumaron Almagro, Sarmiento de Junín y Temperley, que ascendieron por medio del Torneo Reclasificatorio de la Primera B Metropolitana y Aldosivi, Chaco For Ever, Cipolletti, Gimnasia y Esgrima (CdU) y Olimpo, por un Reclasificatorio del Torneo Argentino A.
El campeón fue Argentinos Juniors al conquistar el primer puesto de la "Zona Campeonato" y ascendió directamente. Gimnasia y Tiro (Salta) obtuvo el segundo ascenso por medio del "Torneo Reducido".

## Ascensos y descensos
| Promedio | Descendidos del Nacional B 1995-96 |
| -------- | ---------------------------------- |
| 22.º     | Tigre                              |

| Posición               | Ascendidos a la Primera B Nacional 1996-97 |
| ---------------------- | ------------------------------------------ |
| 1.º Primera B          | Deportivo Italiano                         |
| Campeón Argentino A    | Juventud Antoniana de Salta                |
| Gan. Red. Primera B    | Estudiantes (BA)                           |
| Subcampeón Argentino A | Cipoletti                                  |
| Reclasif. Primera B    | Almagro                                    |
| Reclasif. Primera B    | Sarmiento de Junín                         |
| Reclasif. Primera B    | Temperley                                  |
| Reclasif. Argentino A  | Aldosivi                                   |
| Reclasif. Argentino A  | Gimnasia y Esgrima (CdU)                   |
| Reclasif. Argentino A  | Olimpo                                     |
| Invitación Argentino A | Chaco For Ever                             |

| Posición  | Ascendidos a la Primera División 1996-97 |
| --------- | ---------------------------------------- |
| 1.º       | Huracán Corrientes                       |
| Gan. Red. | Unión                                    |

| Promedio | Descendidos de la Primera División 1995-96 |
| -------- | ------------------------------------------ |
| 19.º     | Belgrano de Córdoba                        |
| 20.º     | Argentinos Juniors                         |

- De esta manera, el número de participantes aumentó a 32 equipos.

## Equipos participantes
| Equipo              | Ciudad                 | Estadio                           | Capacidad |
| ------------------- | ---------------------- | --------------------------------- | --------- |
| Aldosivi            | Mar del Plata          | José Maria Minella                | 35 354    |
| All Boys            | Buenos Aires           | Islas Malvinas                    | 21 500    |
| Almagro             | José Ingenieros        | Tres de Febrero                   | 19 000    |
| Almirante Brown     | Isidro Casanova        | Fragata Sarmiento                 | 27 500    |
| Argentinos Juniors  | Buenos Aires           | Diego Armando Maradona            | 25 000    |
| Arsenal             | Sarandí                | Julio Humberto Grondona           | 16 300    |
| Atlanta             | Buenos Aires           | Don León Kolbovsky                | 15 000    |
| Atlético de Rafaela | Rafaela                | Nuevo Monumental                  | 26 660    |
| Atlético Tucumán    | San Miguel de Tucumán  | Monumental José Fierro            | 32 700    |
| Belgrano            | Córdoba                | Gigante de Alberdi                | 28 000    |
| Central Córdoba (R) | Rosario                | Gabino Sosa                       | 18 000    |
| Chacarita Juniors   | Villa Maipú            | Chacarita Juniors                 | 20 844    |
| Chaco For Ever      | Resistencia            | Juan Alberto García               | 20 000    |
| Cipolletti          | Cipolletti             | La Visera de Cemento              | 12 000    |
| Deportivo Italiano  | Ciudad Evita           | No posee                          | -         |
| Deportivo Morón     | Morón                  | Francisco Urbano                  | 20 000    |
| Douglas Haig        | Pergamino              | Miguel Morales                    | 16 000    |
| Estudiantes         | Caseros                | Ciudad de Caseros                 | 16 740    |
| Gimnasia y Esgrima  | Concepción del Uruguay | Manuel y Ramón Núñez              | 9000      |
| Gimnasia y Tiro     | Salta                  | El Gigante del Norte              | 24 300    |
| Godoy Cruz          | Godoy Cruz             | Malvinas Argentinas               | 40 270    |
| Instituto           | Córdoba                | Juan Domingo Perón                | 32 000    |
| Juventud Antoniana  | Salta                  | Fray Honorato Pistoia             | 12 000    |
| Los Andes           | Lomas de Zamora        | Eduardo Gallardón                 | 36 942    |
| Nueva Chicago       | Buenos Aires           | República de Mataderos            | 25 000    |
| Olimpo              | Bahía Blanca           | Roberto Natalio Carminatti        | 15 000    |
| Quilmes             | Quilmes                | Centenario Dr. José Luis Meiszner | 30 200    |
| San Martín (SJ)     | San Juan               | Ingeniero Hilario Sánchez         | 19 500    |
| San Martín (T)      | San Miguel de Tucumán  | La Ciudadela                      | 26 500    |
| Sarmiento           | Junín                  | Eva Perón                         | 23 000    |
| Talleres            | Córdoba                | Mario Alberto Kempes              | 57 000    |
| Temperley           | Turdera                | Alfredo Beranger                  | 26 300    |

### Distribución geográfica de los equipos
| Región                                   | Cant. | Equipos |
| ---------------------------------------- | ----- | --- |
| Conurbano bonaerense                     | 9     | Almirante Brown, Arsenal, Chacarita Juniors, Deportivo Italiano, Deportivo Morón, Estudiantes (BA), Los Andes, Quilmes y Temperley |
| Ciudad de Buenos Aires                   | 4     | All Boys, Argentinos Juniors, Atlanta y Nueva Chicago                                                                              |
| Interior de la provincia de Buenos Aires | 4     | Aldosivi, Douglas Haig, Olimpo y Sarmiento de Junín                                                                                |
| Provincia de Santa Fe                    | 3     | Atlético de Rafaela, Central Córdoba (R) y Unión                                                                                   |
| Provincia de Córdoba                     | 3     | Belgrano, Instituto y Talleres |
| Provincia de Salta                       | 2     | Gimnasia y Tiro y Juventud Antoniana                                                                                               |
| Provincia de Tucumán                     | 2     | Atlético Tucumán y San Martín (T)                                                                                                  |
| Provincia del Chaco                      | 1     | Chaco For Ever |
| Provincia de Entre Ríos                  | 1     | Gimnasia y Esgrima (CdU) |
| Provincia de Mendoza                     | 1     | Godoy Cruz |
| Provincia de Río Negro                   | 1     | Cipolletti |
| Provincia de San Juan                    | 1     | San Martín (SJ) |

## Formato

### Competición
Los 32 equipos de la categoría fueron divididos en 4 zonas de 8 equipos, dos conformadas por equipos indirectamente afiliados y otras dos por directamente afiliados a la AFA. Los equipos que finalizaban en los tres primeros lugares de cada zona, así como los dos mejores cuartos, ganadores de un partido desempate contra el equipo que había finalizado en dicha posición del otro grupo de su misma afiliación, clasificaban a la Zona Campeonato, mientras que los demás equipos disputaron la Zona Permanencia, también divididas según la afiliación de los equipos.

### Ascensos
El ganador de la Zona Campeonato se consagró campeón y ascendió a la Primera División. Por su parte, los equipos ubicados entre el segundo y el quinto puesto de dicha zona, así como los dos primeros de la Zona Permanencia disputaron un Torneo reducido por eliminación directa. El ganador ascendió junto con el campeón.

### Descensos
Fueron definidos mediante una tabla de promedios determinados por el cociente entre los puntos obtenidos y los partidos jugados en las tres últimas temporadas de los equipos que participaron de la Zona Permanencia. Había dos tablas, una por cada afiliación. Los equipos que ocuparon los dos últimos puestos de cada una de las tablas descendieron a la tercera categoría, totalizando 4 descensos.

## Clasificación Zona A (Interior) y Zona B (Metropolitana)
La primera etapa del torneo fue dividido en cuatro zonas, dos de clubes indirectamente afiliados a AFA (Zona Interior A1 y A2) y, otras dos de equipos directamente afiliados (Zona Metropolitana B1 y B2), jugando dentro del mismo grupo todos contra todos, a partidos ida y vuelta, sumando dos encuentros interzonales (generalmente clásicos). Clasificaron los tres primeros equipos de cada grupo a la Zona Campeonato. Los clubes que ocuparon el cuarto puesto disputaron entre sí un partido para clasificarse a la Zona Campeonato.

### Zona A1
| Pos | Equipo              | Pts | PJ | PG | PE | PP | GF | GC | Dif |
| --- | ------------------- | --- | -- | -- | -- | -- | -- | -- | --- |
| 1º  | Belgrano            | 31  | 16 | 9  | 4  | 3  | 30 | 19 | 11  |
| 2º  | San Martín (SJ)     | 28  | 16 | 8  | 4  | 4  | 27 | 17 | 10  |
| 3º  | Atlético de Rafaela | 28  | 16 | 8  | 4  | 4  | 27 | 21 | 6   |
| 4º  | Olimpo              | 26  | 16 | 8  | 2  | 6  | 25 | 21 | 4   |
| 5º  | San Martín (T)      | 23  | 16 | 7  | 2  | 7  | 27 | 26 | 1   |
| 6º  | Aldosivi            | 17  | 16 | 4  | 5  | 7  | 16 | 29 | -13 |
| 7º  | Juventud Antoniana  | 16  | 16 | 3  | 7  | 6  | 21 | 25 | -4  |
| 8º  | Chaco For Ever      | 16  | 16 | 4  | 4  | 8  | 20 | 29 | -9  |

|  |                                    |
|  | Clasificados a la Zona Campeonato. |
|  | Jugó un desempate.                 |
|  | Relegados a la Zona Permanencia.   |

### Zona A2
| Pos | Equipo           | Pts | PJ | PG | PE | PP | GF | GC | Dif |
| --- | ---------------- | --- | -- | -- | -- | -- | -- | -- | --- |
| 1º  | Godoy Cruz       | 28  | 16 | 8  | 4  | 4  | 22 | 13 | 9   |
| 2º  | Gimnasia y Tiro  | 26  | 16 | 7  | 5  | 4  | 23 | 19 | 4   |
| 3º  | Talleres         | 26  | 16 | 7  | 5  | 4  | 28 | 19 | 9   |
| 4º  | Instituto        | 22  | 16 | 6  | 4  | 6  | 21 | 19 | 2   |
| 5º  | Atlético Tucumán | 21  | 16 | 6  | 3  | 7  | 26 | 28 | -2  |
| 6º  | Cipolletti       | 15  | 16 | 3  | 6  | 7  | 19 | 19 | 0   |
| 7º  | Douglas Haig     | 13  | 16 | 2  | 7  | 7  | 15 | 28 | -13 |
| 8º  | Gimnasia (ER)    | 13  | 16 | 3  | 4  | 9  | 14 | 29 | -15 |

|  |                                    |
|  | Clasificados a la Zona Campeonato. |
|  | Jugó un desempate.                 |
|  | Relegados a la Zona Permanencia.   |

### Zona B1
| Pos | Equipo              | Pts | PJ | PG | PE | PP | GF | GC | Dif |
| --- | ------------------- | --- | -- | -- | -- | -- | -- | -- | --- |
| 1º  | Almagro             | 27  | 16 | 7  | 6  | 3  | 20 | 13 | 7   |
| 2º  | Quilmes             | 25  | 16 | 6  | 7  | 3  | 15 | 13 | 2   |
| 3º  | All Boys            | 24  | 16 | 6  | 6  | 4  | 24 | 21 | 3   |
| 4º  | Central Córdoba (R) | 23  | 16 | 5  | 8  | 3  | 24 | 19 | 5   |
| 5º  | Atlanta             | 22  | 16 | 4  | 10 | 2  | 24 | 20 | 4   |
| 6º  | Arsenal             | 16  | 16 | 3  | 7  | 6  | 12 | 16 | -4  |
| 7º  | Almirante Brown     | 14  | 16 | 3  | 5  | 8  | 16 | 25 | -9  |
| 8º  | Temperley           | 11  | 16 | 2  | 5  | 9  | 13 | 25 | -12 |

|  |                                    |
|  | Clasificados a la Zona Campeonato. |
|  | Jugó un desempate.                 |
|  | Relegados a la Zona Permanencia.   |

### Zona B2
| Pos | Equipo             | Pts | PJ | PG | PE | PP | GF | GC | Dif |
| --- | ------------------ | --- | -- | -- | -- | -- | -- | -- | --- |
| 1º  | Los Andes *        | 30  | 16 | 8  | 6  | 2  | 28 | 13 | 15  |
| 2º  | Argentinos Juniors | 28  | 16 | 7  | 7  | 2  | 27 | 20 | 7   |
| 3º  | Deportivo Morón    | 27  | 16 | 8  | 3  | 5  | 25 | 19 | 6   |
| 4º  | Nueva Chicago      | 26  | 16 | 7  | 5  | 4  | 25 | 16 | 9   |
| 5º  | Chacarita Juniors  | 22  | 16 | 5  | 7  | 4  | 25 | 21 | 4   |
| 6º  | Deportivo Italiano | 15  | 16 | 2  | 9  | 5  | 14 | 22 | -8  |
| 7º  | Sarmiento          | 12  | 16 | 2  | 6  | 8  | 15 | 29 | -14 |
| 8º  | Estudiantes (BA)   | 10  | 16 | 1  | 7  | 8  | 7  | 22 | -15 |

|  |                                    |
|  | Clasificados a la Zona Campeonato. |
|  | Jugó un desempate.                 |
|  | Relegados a la Zona Permanencia.   |

### Desempates
| Equipo 1            | Resultado   | Equipo 2      | Estadio      | Fecha          |
| ------------------- | ----------- | ------------- | ------------ | -------------- |
| Olimpo              | 3 - 0       | Instituto     | Quilmes      | 3 de diciembre |
| Central Córdoba (R) | 0(4) - 0(3) | Nueva Chicago | Douglas Haig | 3 de diciembre |

## Zona Campeonato
| Pos | Equipo              | Pts | PJ | PG | PE | PP | PGL | PEL | PPL | PGV | PEV | PPV | GF | GC | Dif |
| --- | ------------------- | --- | -- | -- | -- | -- | --- | --- | --- | --- | --- | --- | -- | -- | --- |
| 1   | Argentinos Juniors  | 52  | 26 | 15 | 7  | 4  | 8   | 3   | 2   | 7   | 4   | 2   | 52 | 30 | 22  |
| 2   | Talleres            | 50  | 26 | 14 | 8  | 4  | 9   | 2   | 2   | 5   | 6   | 2   | 47 | 23 | 24  |
| 3   | Godoy Cruz          | 48  | 26 | 14 | 6  | 6  | 11  | 2   | 0   | 3   | 4   | 6   | 49 | 34 | 15  |
| 4   | Gimnasia y Tiro     | 43  | 26 | 12 | 7  | 7  | 10  | 3   | 0   | 2   | 4   | 7   | 52 | 39 | 13  |
| 5   | Belgrano            | 40  | 26 | 10 | 10 | 6  | 6   | 6   | 1   | 4   | 4   | 5   | 52 | 40 | 12  |
| 6   | Quilmes             | 40  | 26 | 12 | 4  | 10 | 9   | 1   | 3   | 3   | 3   | 7   | 45 | 34 | 11  |
| 7   | Los Andes           | 35  | 26 | 10 | 5  | 11 | 6   | 4   | 3   | 4   | 1   | 8   | 37 | 39 | -2  |
| 8   | Central Córdoba (R) | 31  | 26 | 9  | 4  | 13 | 8   | 2   | 3   | 1   | 2   | 10  | 32 | 52 | -20 |
| 9   | Almagro             | 30  | 26 | 8  | 6  | 12 | 8   | 3   | 2   | 0   | 3   | 10  | 48 | 54 | -6  |
| 10  | Olimpo              | 28  | 26 | 7  | 7  | 12 | 6   | 2   | 5   | 1   | 5   | 7   | 41 | 46 | -5  |
| 11  | Atlético de Rafaela | 27  | 26 | 7  | 9  | 10 | 5   | 5   | 3   | 2   | 4   | 7   | 39 | 47 | -8  |
| 12  | San Martín (SJ)     | 24  | 26 | 6  | 10 | 10 | 4   | 7   | 2   | 2   | 3   | 8   | 32 | 39 | -7  |
| 13  | All Boys            | 24  | 26 | 6  | 6  | 14 | 5   | 5   | 4   | 1   | 2   | 10  | 28 | 49 | -21 |
| 14  | Deportivo Morón     | 19  | 26 | 4  | 7  | 15 | 3   | 4   | 6   | 1   | 3   | 9   | 27 | 55 | -28 |

|  | Campeón. Ascendió directamente a Primera División.    |
|  | Disputaron el Torneo Reducido por el segundo ascenso. |

| 1. 2. |

## Zona Permanencia

### Interior
| Pos | Equipo             | Pts | PJ | PG | PE | PP | GF | GC | Dif |
| --- | ------------------ | --- | -- | -- | -- | -- | -- | -- | --- |
| 1   | Chaco For Ever     | 29  | 16 | 9  | 2  | 5  | 26 | 16 | 10  |
| 2   | Cipolletti         | 28  | 16 | 8  | 4  | 4  | 28 | 17 | 11  |
| 3   | Instituto          | 28  | 16 | 9  | 1  | 6  | 35 | 29 | 6   |
| 4   | Aldosivi           | 26  | 16 | 8  | 2  | 6  | 19 | 22 | -3  |
| 5   | San Martín (T)     | 22  | 16 | 6  | 4  | 6  | 26 | 26 | 0   |
| 6   | Gimnasia (ER)      | 21  | 16 | 6  | 3  | 7  | 28 | 32 | -4  |
| 7   | Douglas Haig       | 19  | 16 | 5  | 4  | 7  | 20 | 21 | -1  |
| 8   | Juventud Antoniana | 16  | 16 | 4  | 4  | 8  | 18 | 27 | -9  |
| 9   | Atlético Tucumán   | 14  | 16 | 4  | 2  | 10 | 20 | 30 | -10 |

|  |                                  |
|  | Clasificados al Torneo Reducido. |

### Metropolitana
| Pos | Equipo             | Pts | PJ | PG | PE | PP | GF | GC | Dif |
| --- | ------------------ | --- | -- | -- | -- | -- | -- | -- | --- |
| 1   | Nueva Chicago      | 30  | 16 | 9  | 3  | 4  | 31 | 20 | 11  |
| 2   | Deportivo Italiano | 30  | 16 | 8  | 6  | 2  | 19 | 15 | 4   |
| 3   | Almirante Brown    | 24  | 16 | 6  | 6  | 4  | 26 | 20 | 6   |
| 4   | Estudiantes (BA)   | 22  | 16 | 5  | 7  | 4  | 21 | 19 | 2   |
| 5   | Atlanta            | 22  | 16 | 5  | 7  | 4  | 17 | 15 | 2   |
| 6   | Chacarita Juniors  | 21  | 16 | 5  | 6  | 5  | 14 | 14 | 0   |
| 7   | Temperley          | 17  | 16 | 3  | 8  | 5  | 15 | 20 | -5  |
| 8   | Arsenal            | 16  | 16 | 4  | 4  | 8  | 15 | 21 | -6  |
| 9   | Sarmiento          | 10  | 16 | 3  | 1  | 12 | 11 | 25 | -14 |

|  |                                  |
|  | Clasificados al Torneo Reducido. |

## Segundo ascenso
El "Torneo Reducido" lo integraron los equipos del segundo al quinto puesto inclusive de la Zona Campeonato (Talleres, Godoy Cruz, Gimnasia y Tiro y Belgrano) y los clubes que ocuparon el primero y segundo puesto de Zona Permanencia del Interior (Chaco For Ever y Cipolletti) y Metropolitana (Nueva Chicago y Deportivo Italiano), disputando partidos de ida y vuelta a eliminación directa.
El ganador fue Gimnasia y Tiro, que venció por penales en la final a Talleres (Córdoba), y ascendió.
|  | Cuartos de final   | Cuartos de final | Cuartos de final |   |                    | Semifinales | Semifinales | Semifinales |  |  | Final               | Final       | Final       |
|  | 12/6 al 22/6       | 12/6 al 22/6     | 12/6 al 22/6     |   |                    | 28/6 al 6/7 | 28/6 al 6/7 | 28/6 al 6/7 |  |  | 12/7 y 19/7         | 12/7 y 19/7 | 12/7 y 19/7 |
|  |                    |                  |                  |   |                    |             |             |             |  |  |                     |             |             |
|  | Nueva Chicago      | 0                | 1                |   |                    |             |             |             |  |  |                     |             |             |
|  | Belgrano           | 2                | 3                |   |                    |             |             |             |  |  |                     |             |             |
|  | Belgrano           | 2                | 3                |   | Belgrano           | 2           | 1           |             |  |  |                     |             |             |
|  |                    |                  |                  |   | Belgrano           | 2           | 1           |             |  |  |                     |             |             |
|  |                    | Gimnasia y Tiro  | 2                | 3 |                    |             |             |             |  |  |                     |             |             |
|  | Chaco For Ever     | Gimnasia y Tiro  | 2                | 3 | 1                  | 0           |             |             |  |  |                     |             |             |
|  | Chaco For Ever     |                  |                  |   | 1                  | 0           |             |             |  |  |                     |             |             |
|  | Gimnasia y Tiro    | 1                | 2                |   |                    |             |             |             |  |  |                     |             |             |
|  |                    |                  |                  |   |                    |             |             |             |  |  | Gimnasia y Tiro (p) | 1           | 0(3)        |
|  |                    |                  | Talleres         | 0 | 1(1)               |             |             |             |  |  |                     |             |             |
|  | Deportivo Italiano | 3                | 2                |   |                    |             |             |             |  |  |                     |             |             |
|  | Godoy Cruz         | 0                | 0                |   |                    |             |             |             |  |  |                     |             |             |
|  | Godoy Cruz         | 0                | 0                |   | Deportivo Italiano | 0           | 0           |             |  |  |                     |             |             |
|  |                    |                  |                  |   | Deportivo Italiano | 0           | 0           |             |  |  |                     |             |             |
|  |                    | Talleres         | 0                | 2 |                    |             |             |             |  |  |                     |             |             |
|  | Cipolletti         | Talleres         | 0                | 2 | 2                  | 2           |             |             |  |  |                     |             |             |
|  | Cipolletti         |                  |                  |   | 2                  | 2           |             |             |  |  |                     |             |             |
|  | Talleres           | 3                | 2                |   |                    |             |             |             |  |  |                     |             |             |

El equipo situado arriba es local en el partido de ida.

## Tabla de descenso
Fueron contabilizadas la presente temporada y las dos anteriores con la particularidad de que, si bien a partir del campeonato previo los partidos ganados comenzaron a valer tres puntos, en esta tabla se continuaron contabilizando como dos para equiparar con el torneo 1994-95.

### Interior
| Pos | Equipo                   | Prom  | 1994/95 | 1995/96 | 1996/97 | Total | PJ  |
| --- | ------------------------ | ----- | ------- | ------- | ------- | ----- | --- |
| 1.º | Instituto                | 1,086 | 43      | 48      | 35      | 126   | 116 |
| 2.º | Douglas Haig             | 1,017 | 45      | 48      | 25      | 118   | 116 |
| 3.º | Chaco For Ever           | 1,000 | -       | -       | 32      | 32    | 32  |
| 4.º | Cipolletti               | 1,000 | -       | -       | 32      | 32    | 32  |
| 5.º | San Martín de Tucumán    | 0,974 | 48      | 33      | 32      | 113   | 116 |
| 6.º | Aldosivi                 | 0,968 | -       | -       | 31      | 31    | 32  |
| 7.º | Atlético Tucumán         | 0,913 | 32      | 49      | 25      | 106   | 116 |
| 8.º | Gimnasia y Esgrima (CdU) | 0,781 | -       | -       | 25      | 25    | 32  |
| 9.º | Juventud Antoniana       | 0,781 | -       | -       | 25      | 25    | 32  |

|  | Descendieron al Torneo Argentino A. |

### Metropolitana
| Pos | Equipo             | Prom  | 1994/95 | 1995/96 | 1996/97 | Total | PJ  |
| --- | ------------------ | ----- | ------- | ------- | ------- | ----- | --- |
| 1.º | Deportivo Italiano | 1,093 | -       | -       | 35      | 35    | 32  |
| 2.º | Nueva Chicago      | 1,034 | 41      | 39      | 40      | 120   | 116 |
| 3.º | Atlanta            | 1,027 | -       | 41      | 35      | 76    | 74  |
| 4.º | Chacarita Juniors  | 0,965 | 40      | 39      | 33      | 112   | 116 |
| 5.º | Almirante Brown    | 0,913 | 39      | 38      | 29      | 106   | 116 |
| 6.º | Arsenal            | 0,818 | 36      | 34      | 25      | 95    | 116 |
| 7.º | Estudiantes (BA)   | 0,812 | -       | -       | 26      | 26    | 32  |
| 8.º | Temperley          | 0,718 | -       | -       | 23      | 23    | 32  |
| 9.º | Sarmiento de Junín | 0,531 | -       | -       | 17      | 17    | 32  |

|  | Descendieron a la Primera B Metropolitana. |

### Descensos
Hubo cuatro descensos, divididos en dos de los equipos directamente afiliados a la AFA (Metropolitana) y otros dos indirectamente afiliados (Interior). Así, descendieron por peor promedio en las últimas tres temporadas en la zona Metropolitana Sarmiento de Junín y Temperley y en la zona del Interior Gimnasia y Esgrima de Concepción del Uruguay y Juventud Antoniana.

## Temporadas disputadas
| Campeonatos disputados | Campeonatos disputados | Campeonatos disputados | Campeonatos disputados |
| ---------------------- | ---------------------- | ---------------------- | ---------------------- |
| Campeonato 1986/87     | Campeonato 1996-97     | Campeonato 2006/07     | Campeonato 2016        |
| Campeonato 1987/88     | Campeonato 1997/98     | Campeonato 2007/08     | Campeonato 2016/17     |
| Campeonato 1988/89     | Campeonato 1998/99     | Campeonato 2008/09     | Campeonato 2017/18     |
| Campeonato 1989/90     | Campeonato 1999/00     | Campeonato 2009/10     | Campeonato 2018/19     |
| Campeonato 1990/91     | Campeonato 2000/01     | Campeonato 2010/11     | Campeonato 2019/20     |
| Campeonato 1991/92     | Campeonato 2001/02     | Campeonato 2011/12     |                        |
| Campeonato 1992/93     | Campeonato 2002/03     | Campeonato 2012/13     |                        |
| Campeonato 1993/94     | Campeonato 2003/04     | Campeonato 2013/14     |                        |
| Campeonato 1994/95     | Campeonato 2004/05     | Campeonato 2014        |                        |
| Campeonato 1995/96     | Campeonato 2005/06     | Campeonato 2015        |                        |